# 菵草
菵草（学名：Beckmannia syzigachne）为禾本科菵草属下的一个种，為一年生植物，花果期為4月至10月。主要分布于欧洲、亚洲和北美的大部分地区的沼澤中。

## 扩展阅读
- 維基物種上的相關：菵草